# Samuel Ekeme
Samuel Ekeme N'Diba (ur. 12 lipca 1966 w Kumbie) – kameruński piłkarz, występował na pozycji obrońcy.

## Życiorys
Swoją profesjonalną karierę zaczynał w kameruńskim klubie Canmark Jaunde, gdzie grał od 1984 do 1986 roku. Następnie przeniósł się do Santos Jaunde i występował tam do 1989 roku. W latach 1989–1994 był zawodnikiem Canonu Jaunde i dwa razy z rzędu sięgnął po mistrzostwo Kamerunu (1991 i 1992), a w 1993 zdobył Puchar Kamerunu. Rok później przeniósł się do Racingu Bafoussam. Później wyjechał z kraju, by reprezentować Hawaii Tsunami. Został wybrany najlepszym obrońcą Northwest Division, a sezon skończył z dorobkiem 6 asyst i jednego gola, co jest dobrym wynikiem, jak na obrońcę. Od roku 1996 reprezentował barwy Kansas City Wizards, rozgrywając 23 mecze. Grał w tym klubie między innymi z Uche Okaforem.
Był w kadrze na Mistrzostwa Świata 1994, jednak trener Henri Michel nie dał mu szansy gry w ani jednym meczu. Ma na swoim koncie 32 występy w reprezentacji Kamerunu.